# محافظة الحرجة
محافظة الحرجة هي إحدى محافظات منطقة عسير في السعودية، وعاصمتها الإدارية مدينة الحرجة.

## السكان
بلغ عدد سكان محافظة الحرجة (18,503) نسمة حسب تعداد السعودية 2022.

## المراكز التابعة
تتبع المحافظة عدد من المراكز، وهي:
- مركز الفيض
- مركز الغول
- مركز النعضاء
- مركز الرفغة